# Der reuige Sünder

Lew Tolstoi, Porträt von Iwan Kramskoi, 1873

Der reuige Sünder (russisch Кающийся грешник, Kaiuschtschisja greschnik) ist eine russische Legende, die Lew Tolstoi im Februar 1886 Alexander Afanassjews Sammlung Russische Volkslegenden entnommen, nacherzählt und im April desselben Jahres im 4. Russischen Lesebuch des Sammelbandes Rasskasy is «Nowoi asbuki» in Sankt Petersburg publiziert hat. 1982 erschien der Text im Bd. 10 der 22-bändigen Tolstoi-Ausgabe in Moskau.

## Inhalt
Ein 70-jähriger Sünder stirbt und klopft an der verschlossenen Himmelstür. Weder der Pförtner Petrus noch der Pförtner König David öffnen. Der Sünder besteht auf Einlass, denn seine Sünden, die er am Tor beichtet, seien insgesamt sicherlich nicht größer als die der beiden Pförtner. Ihm wird aber nicht aufgetan. So klopft der Sünder ein drittes Mal. Johannes, der Lieblingsjünger Jesu, öffnet die Tür und lässt – seinem Wort „Kindlein, liebet einander!“ folgend – den reuigen Sünder ins Himmelreich ein.

## Deutschsprachige Ausgaben
- Der reuige Sünder. Deutsch von Arthur Luther. S. 146–148 in: Gisela Drohla (Hrsg.): Leo N. Tolstoj. Sämtliche Erzählungen. Fünfter Band. Insel, Frankfurt am Main 1961 (2. Aufl. der Ausgabe in acht Bänden 1982, verwendete Ausgabe)